# Masters de snooker 2024
Le Masters 2024 est la 50e édition de ce tournoi professionnel non-classé de snooker, comptant pour la saison 2023-2024. L'épreuve se tient du 7 janvier 2024 au 14 janvier 2024 à l'Alexandra Palace de Londres, en Angleterre. Elle est organisée par la WPBSA et parrainée par le casino en ligne britannique MrQ.

## Déroulement

### Contexte avant le tournoi
Cette compétition est de catégorie non-classée (ne comptant pas pour le classement mondial). Comme le veut la tradition, elle rassemble les seize meilleurs joueurs au classement mondial : le tenant du titre Judd Trump et le dernier champion du monde Luca Brecel sont systématiquement sélectionnés en tant que têtes de séries nos 1 et 2. Les 14 autres places sont allouées aux joueurs les mieux classés du moment selon la dernière révision du classement mondial de la saison.
Ce tournoi se présente comme la deuxième épreuve de la Triple Couronne (Triple Crown en anglais), un ensemble de trois tournois britanniques universellement reconnus comme étant les plus prestigieux dans le snooker. Les autres tournois constituant la Triple Couronne sont le Championnat du Royaume-Uni qui s'est déroulé en novembre 2023 et le Championnat du monde qui se tiendra en avril 2024. Les joueurs qui ont remporté au moins une fois ces trois tournois arborent une couronne dorée brodée sur leur veston.
Judd Trump est le tenant du titre, il s'était imposé l'an passé contre Mark Williams en finale 10 à 8.

### Faits marquants
Le champion du monde en titre Luca Brecel subit une nouvelle contre-performance en se faisant éliminer dès le premier tour 6-2 par Jack Lisowski. Bien qu'étant dominateur sur le début de match, Zhang Anda s'incline 6-2 face à Shaun Murphy qui, usant de son expérience, a remporté plusieurs manches en remontant au score.
Ding Junhui est mené 4-0 par Ronnie O'Sullivan à la midsesion. Il remonte à 4-3 notamment grâce à un break maximum, avant de concéder une défaite sur le score de 6 manches à 3. Il s'agit du quatrième break de 147 points dans l'histoire du Masters, les précédents ayant été réalisés par Kirk Stevens, Ding et Marco Fu.
Kyren Wilson remporte les trois premières manches face à Judd Trump, avant que ce dernier enchaine cinq manches consécutives. Wilson remonte et entame de belle manière la manche décisive avec un break de 52 points, avant de commettre une erreur de jugement sur un replacement. Il rate un empochage en poche centrale, puis Trump revient à la table et vide toutes les billes pour s'imposer sur la dernière bille noire.
En dépit d'un panel très international, sept joueurs anglais figurent en quarts de finale. Ali Carter et Judd Trump se livrent un duel à couteaux tirés, le premier s'imposant à l'issue d'une manche décisive.
Mark Allen réitère l'exploit de Ding lors de son match face à Mark Selby en réalisant à son tour un break maximum, son troisième en carrière. Allen remporte ce match 6-5 alors qu'il était mené 4-1 par Selby.
Ali Carter et Ronnie O'Sullivan s'affrontent en finale. Carter prend un meilleur départ et mène 5-3 à l'issue de la première session. O'Sullivan élève son niveau de jeu et recolle au score à sept manches partout, avant de prendre le large et de s'imposer 10 manches à 7. Il remporte le tournoi pour la huitième fois de sa carrière et améliore donc son propre record. Carter échoue en finale pour la deuxième fois après 2020 et court toujours après un premier sacre dans un tournoi de la Triple Couronne, malgré un nouveau record du nombre de centuries réalisés dans le tournoi (neuf unités).

## Dotation
La répartition des prix pour cette année est la même que l'année précédente :
- Vainqueur : 250 000 £
- Finaliste : 100 000 £
- Demi-finalistes : 60 000 £
- Quart de finalistes : 30 000 £
- 8es de finalistes : 15 000 £
- Meilleur break : 15 000 £

Dotation totale : 725 000 £

## Tableau
|  | 8es de finale au meilleur des 11 manches | 8es de finale au meilleur des 11 manches | 8es de finale au meilleur des 11 manches |    |                   | Quart de finales au meilleur des 11 manches | Quart de finales au meilleur des 11 manches | Quart de finales au meilleur des 11 manches |  |    | Demi-finales au meilleur des 11 manches | Demi-finales au meilleur des 11 manches | Demi-finales au meilleur des 11 manches |  |    | Finale au meilleur des 19 manches | Finale au meilleur des 19 manches | Finale au meilleur des 19 manches |
|  |                                          |                                          |                                          |    |                   |                                             |                                             |                                             |  |    |                                         |                                         |                                         |  |    |                                   |                                   |                                   |
|  | 1                                        | Judd Trump                               | 6                                        |    |                   |                                             |                                             |                                             |  |    |                                         |                                         |                                         |  |    |                                   |                                   |                                   |
|  | 9                                        | Kyren Wilson                             | 5                                        |    |                   |                                             |                                             |                                             |  |    |                                         |                                         |                                         |  |    |                                   |                                   |                                   |
|  | 9                                        | Kyren Wilson                             | 5                                        |    | 1                 | Judd Trump                                  | 5                                           |                                             |  |    |                                         |                                         |                                         |  |    |                                   |                                   |                                   |
|  |                                          |                                          |                                          |    | 1                 | Judd Trump                                  | 5                                           |                                             |  |    |                                         |                                         |                                         |  |    |                                   |                                   |                                   |
|  |                                          | 11                                       | Ali Carter                               | 6  |                   |                                             |                                             |                                             |  |    |                                         |                                         |                                         |  |    |                                   |                                   |                                   |
|  | 8                                        | 11                                       | Ali Carter                               | 6  | Mark Williams     | 4                                           |                                             |                                             |  |    |                                         |                                         |                                         |  |    |                                   |                                   |                                   |
|  | 8                                        |                                          |                                          |    | Mark Williams     | 4                                           |                                             |                                             |  |    |                                         |                                         |                                         |  |    |                                   |                                   |                                   |
|  | 11                                       | Ali Carter                               | 6                                        |    |                   |                                             |                                             |                                             |  |    |                                         |                                         |                                         |  |    |                                   |                                   |                                   |
|  | 11                                       | Ali Carter                               | 6                                        |    |                   |                                             |                                             |                                             |  | 11 | Ali Carter                              | 6                                       |                                         |  |    |                                   |                                   |                                   |
|  |                                          |                                          |                                          |    |                   |                                             |                                             |                                             |  | 11 | Ali Carter                              | 6                                       |                                         |  |    |                                   |                                   |                                   |
|  |                                          | 4                                        | Mark Allen                               | 3  |                   |                                             |                                             |                                             |  |    |                                         |                                         |                                         |  |    |                                   |                                   |                                   |
|  | 5                                        | 4                                        | Mark Allen                               | 3  | Mark Selby        | 6                                           |                                             |                                             |  |    |                                         |                                         |                                         |  |    |                                   |                                   |                                   |
|  | 5                                        |                                          |                                          |    | Mark Selby        | 6                                           |                                             |                                             |  |    |                                         |                                         |                                         |  |    |                                   |                                   |                                   |
|  | 14                                       | Robert Milkins                           | 1                                        |    |                   |                                             |                                             |                                             |  |    |                                         |                                         |                                         |  |    |                                   |                                   |                                   |
|  | 14                                       | Robert Milkins                           | 1                                        |    | 5                 | Mark Selby                                  | 5                                           |                                             |  |    |                                         |                                         |                                         |  |    |                                   |                                   |                                   |
|  |                                          |                                          |                                          |    | 5                 | Mark Selby                                  | 5                                           |                                             |  |    |                                         |                                         |                                         |  |    |                                   |                                   |                                   |
|  |                                          | 4                                        | Mark Allen                               | 6  |                   |                                             |                                             |                                             |  |    |                                         |                                         |                                         |  |    |                                   |                                   |                                   |
|  | 4                                        | 4                                        | Mark Allen                               | 6  | Mark Allen        | 6                                           |                                             |                                             |  |    |                                         |                                         |                                         |  |    |                                   |                                   |                                   |
|  | 4                                        |                                          |                                          |    | Mark Allen        | 6                                           |                                             |                                             |  |    |                                         |                                         |                                         |  |    |                                   |                                   |                                   |
|  | 10                                       | John Higgins                             | 5                                        |    |                   |                                             |                                             |                                             |  |    |                                         |                                         |                                         |  |    |                                   |                                   |                                   |
|  | 10                                       | John Higgins                             | 5                                        |    |                   |                                             |                                             |                                             |  |    |                                         |                                         |                                         |  | 11 | Ali Carter                        | 7                                 |                                   |
|  |                                          |                                          |                                          |    |                   |                                             |                                             |                                             |  |    |                                         |                                         |                                         |  | 11 | Ali Carter                        | 7                                 |                                   |
|  |                                          | 3                                        | Ronnie O'Sullivan                        | 10 |                   |                                             |                                             |                                             |  |    |                                         |                                         |                                         |  |    |                                   |                                   |                                   |
|  | 3                                        | 3                                        | Ronnie O'Sullivan                        | 10 | Ronnie O'Sullivan | 6                                           |                                             |                                             |  |    |                                         |                                         |                                         |  |    |                                   |                                   |                                   |
|  | 3                                        |                                          |                                          |    | Ronnie O'Sullivan | 6                                           |                                             |                                             |  |    |                                         |                                         |                                         |  |    |                                   |                                   |                                   |
|  | 12                                       | Ding Junhui                              | 3                                        |    |                   |                                             |                                             |                                             |  |    |                                         |                                         |                                         |  |    |                                   |                                   |                                   |
|  | 12                                       | Ding Junhui                              | 3                                        |    | 3                 | Ronnie O'Sullivan                           | 6                                           |                                             |  |    |                                         |                                         |                                         |  |    |                                   |                                   |                                   |
|  |                                          |                                          |                                          |    | 3                 | Ronnie O'Sullivan                           | 6                                           |                                             |  |    |                                         |                                         |                                         |  |    |                                   |                                   |                                   |
|  |                                          | 15                                       | Barry Hawkins                            | 3  |                   |                                             |                                             |                                             |  |    |                                         |                                         |                                         |  |    |                                   |                                   |                                   |
|  | 6                                        | 15                                       | Barry Hawkins                            | 3  | Neil Robertson    | 3                                           |                                             |                                             |  |    |                                         |                                         |                                         |  |    |                                   |                                   |                                   |
|  | 6                                        |                                          |                                          |    | Neil Robertson    | 3                                           |                                             |                                             |  |    |                                         |                                         |                                         |  |    |                                   |                                   |                                   |
|  | 15                                       | Barry Hawkins                            | 6                                        |    |                   |                                             |                                             |                                             |  |    |                                         |                                         |                                         |  |    |                                   |                                   |                                   |
|  | 15                                       | Barry Hawkins                            | 6                                        |    |                   |                                             |                                             |                                             |  | 3  | Ronnie O'Sullivan                       | 6                                       |                                         |  |    |                                   |                                   |                                   |
|  |                                          |                                          |                                          |    |                   |                                             |                                             |                                             |  | 3  | Ronnie O'Sullivan                       | 6                                       |                                         |  |    |                                   |                                   |                                   |
|  |                                          | 7                                        | Shaun Murphy                             | 2  |                   |                                             |                                             |                                             |  |    |                                         |                                         |                                         |  |    |                                   |                                   |                                   |
|  | 7                                        | 7                                        | Shaun Murphy                             | 2  | Shaun Murphy      | 6                                           |                                             |                                             |  |    |                                         |                                         |                                         |  |    |                                   |                                   |                                   |
|  | 7                                        |                                          |                                          |    | Shaun Murphy      | 6                                           |                                             |                                             |  |    |                                         |                                         |                                         |  |    |                                   |                                   |                                   |
|  | 13                                       | Zhang Anda                               | 2                                        |    |                   |                                             |                                             |                                             |  |    |                                         |                                         |                                         |  |    |                                   |                                   |                                   |
|  | 13                                       | Zhang Anda                               | 2                                        |    | 7                 | Shaun Murphy                                | 6                                           |                                             |  |    |                                         |                                         |                                         |  |    |                                   |                                   |                                   |
|  |                                          |                                          |                                          |    | 7                 | Shaun Murphy                                | 6                                           |                                             |  |    |                                         |                                         |                                         |  |    |                                   |                                   |                                   |
|  |                                          | 16                                       | Jack Lisowski                            | 3  |                   |                                             |                                             |                                             |  |    |                                         |                                         |                                         |  |    |                                   |                                   |                                   |
|  | 2                                        | 16                                       | Jack Lisowski                            | 3  | Luca Brecel       | 2                                           |                                             |                                             |  |    |                                         |                                         |                                         |  |    |                                   |                                   |                                   |
|  | 2                                        |                                          |                                          |    | Luca Brecel       | 2                                           |                                             |                                             |  |    |                                         |                                         |                                         |  |    |                                   |                                   |                                   |
|  | 16                                       | Jack Lisowski                            | 6                                        |    |                   |                                             |                                             |                                             |  |    |                                         |                                         |                                         |  |    |                                   |                                   |                                   |

## Finale
| Finale au meilleur des 19 manches Arbitre : Ben Williams |                          |                                  |
| Ali Carter (11) Angleterre                               | 7 - 10 (5 - 3)           | Ronnie O'Sullivan (3) Angleterre |
| 3 127                                                    | Centuries Meilleur break | 1 125                            |
| Ronnie O'Sullivan remporte le Masters 2024               |                          |                                  |

## Centuries
- 147, 123, 103, 101  Mark Allen
- 147  Ding Junhui
- 133, 127, 122, 118, 106, 105, 103, 101, 100  Ali Carter
- 131, 131, 123, 100  Shaun Murphy
- 129, 101  Judd Trump
- 127, 125, 106  Ronnie O'Sullivan
- 119  Mark Selby
- 117, 110  Neil Robertson
- 100  Jack Lisowski